# Železniční trať Drač–Peqin

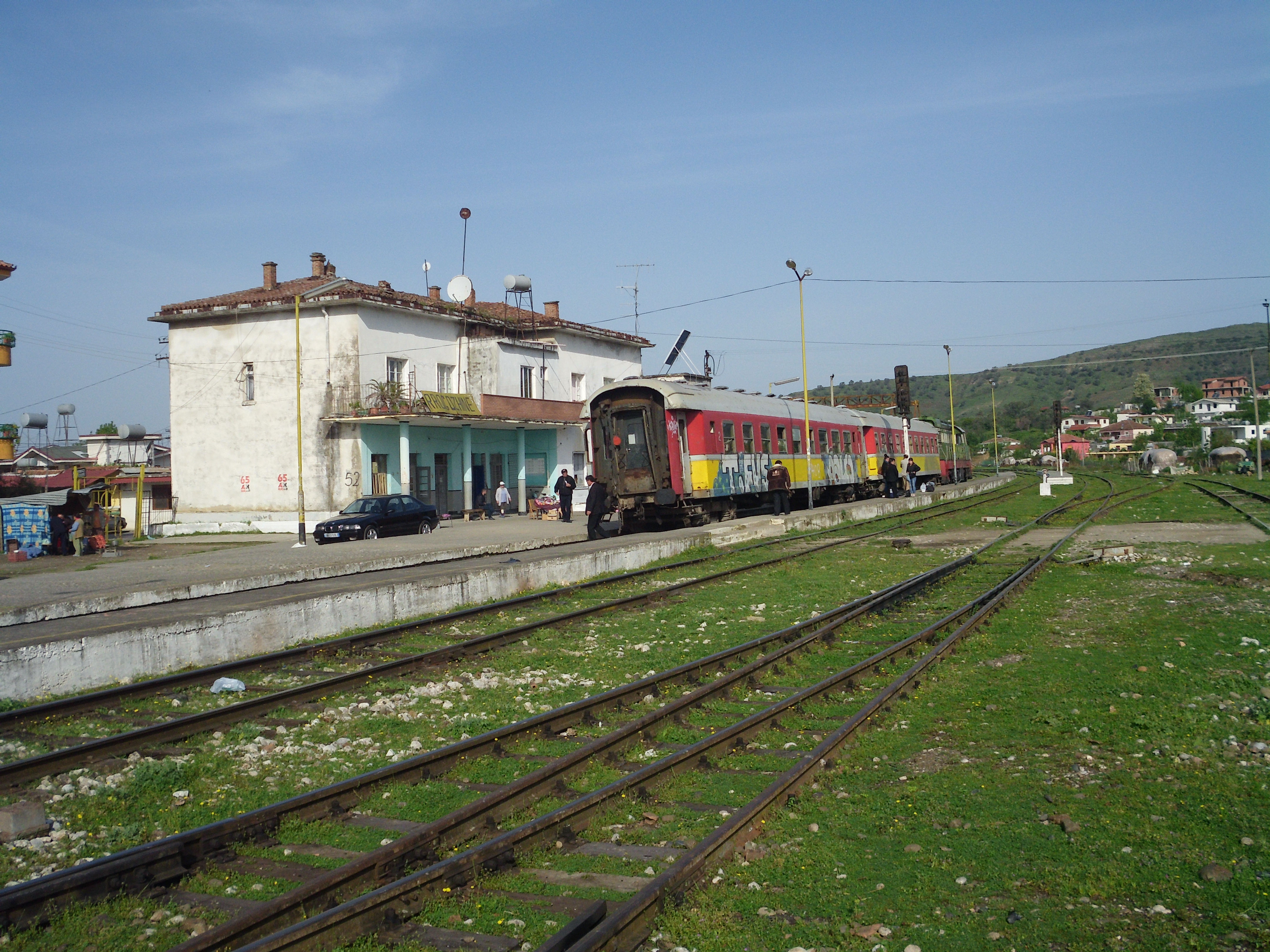
železniční stanice Rrogozhinë.

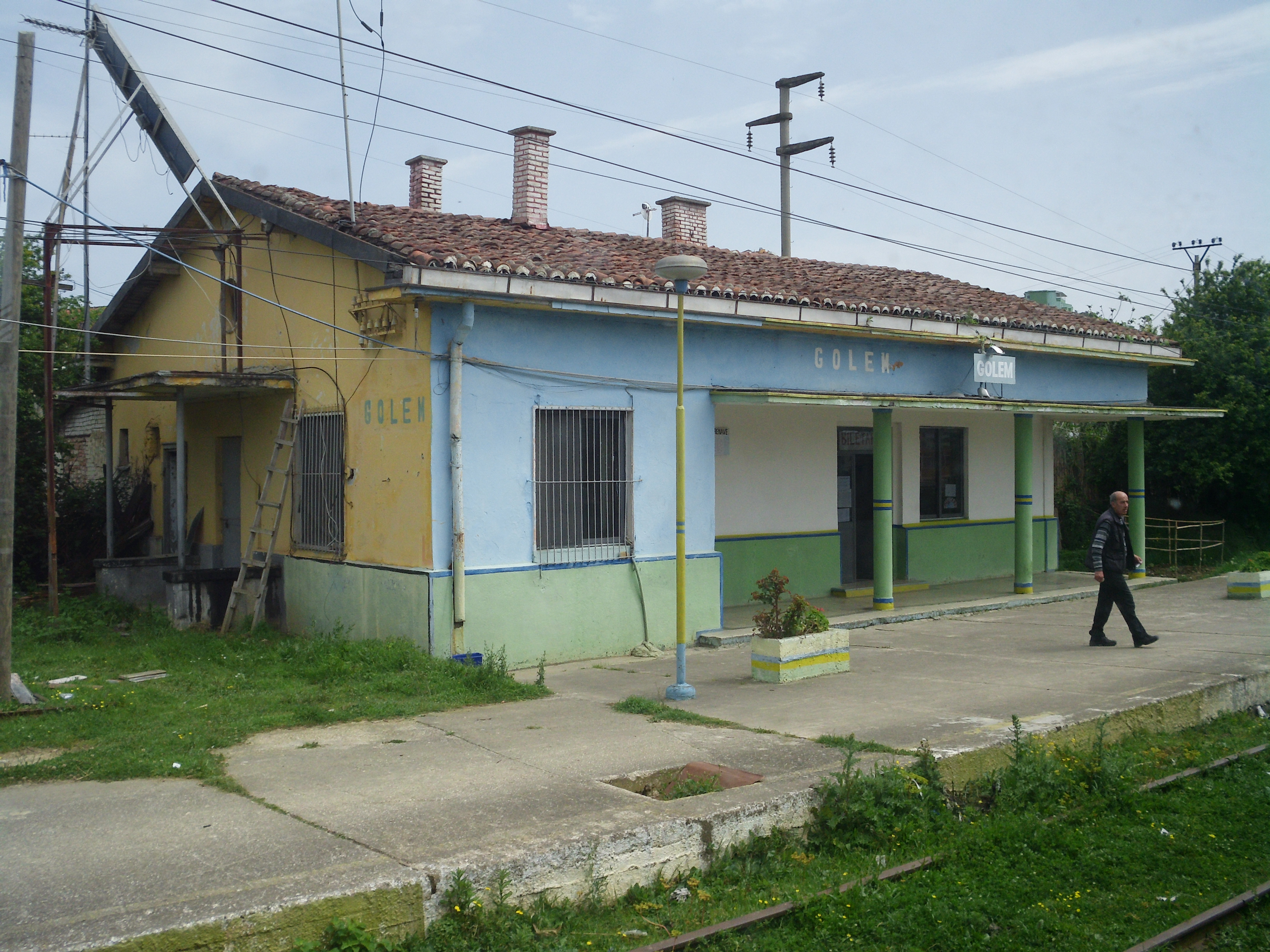
Nádraží ve stanici Golem.

Železniční trať Drač–Peqin (albánsky hekurudha Durrës-Peqin) se nachází ve střední Albánii. Spojuje přístav Drač (Durrës) s městem Rrogozhinë a končí ve městě Peqin. Vybudována byla jako vůbec první železniční trať v zemi.[kdy?] Dlouhá je 43 km.

## Historie
Výstavbu vůbec první železniční trati v zemi umožnila hospodářská pomoc se sousední Jugoslávií. Trať byla zbudována společným albánsko-jugoslávským podnikem a z Bělehradu byli vybráni i technici, kteří pomohli s náročnějšími částmi stavby a dále vozový park. Jugoslávští zeměměřiči trať vytyčili; koleje a pražce měly být sice původně dovezeny z Itálie, nakonec však i ty byly zajištěny prostřednictvím jugoslávských dodávek. Kolejnice byly odlity ve slévárnách v Zenici v dnešní Bosně a Hercegovině. 
Na vyjednávání s Jugoslávci a získání potřebných dodávek pracoval Nako Spiru, budoucí člen albánského komunistického politbyra.
Výstavba trati byla zahájena dne 1. května 1947[zdroj?]. Při výstavbě trati bylo nezbytné překonat některé přírodní překážky; byl zde vyražen tunel o délce 390 m. Nachází se před cílovou stanicí u města Rrogozhinë. Na stavbě pracovalo z počátku 5 000, a nakonec až 30 000 lidí, oficiálně dobrovolníků. Pracovní síla neměla k dispozici téměř žádné stroje (s výjimkou jednoduchých lopat a krumpáčů) a pracovala někdy až 16 hodin denně.[zdroj?] Slavnostní otevření trati se uskutečnilo dne 7. listopadu 1947 na výročí Říjnové revoluce za přítomnosti samotného komunistického vůdce země Envera Hodži. 

## Stanice
- Drač
- Plazh
- Kavajë
- Lekaj
- Rrogozhinë
- Peqin